# Выхлопная система

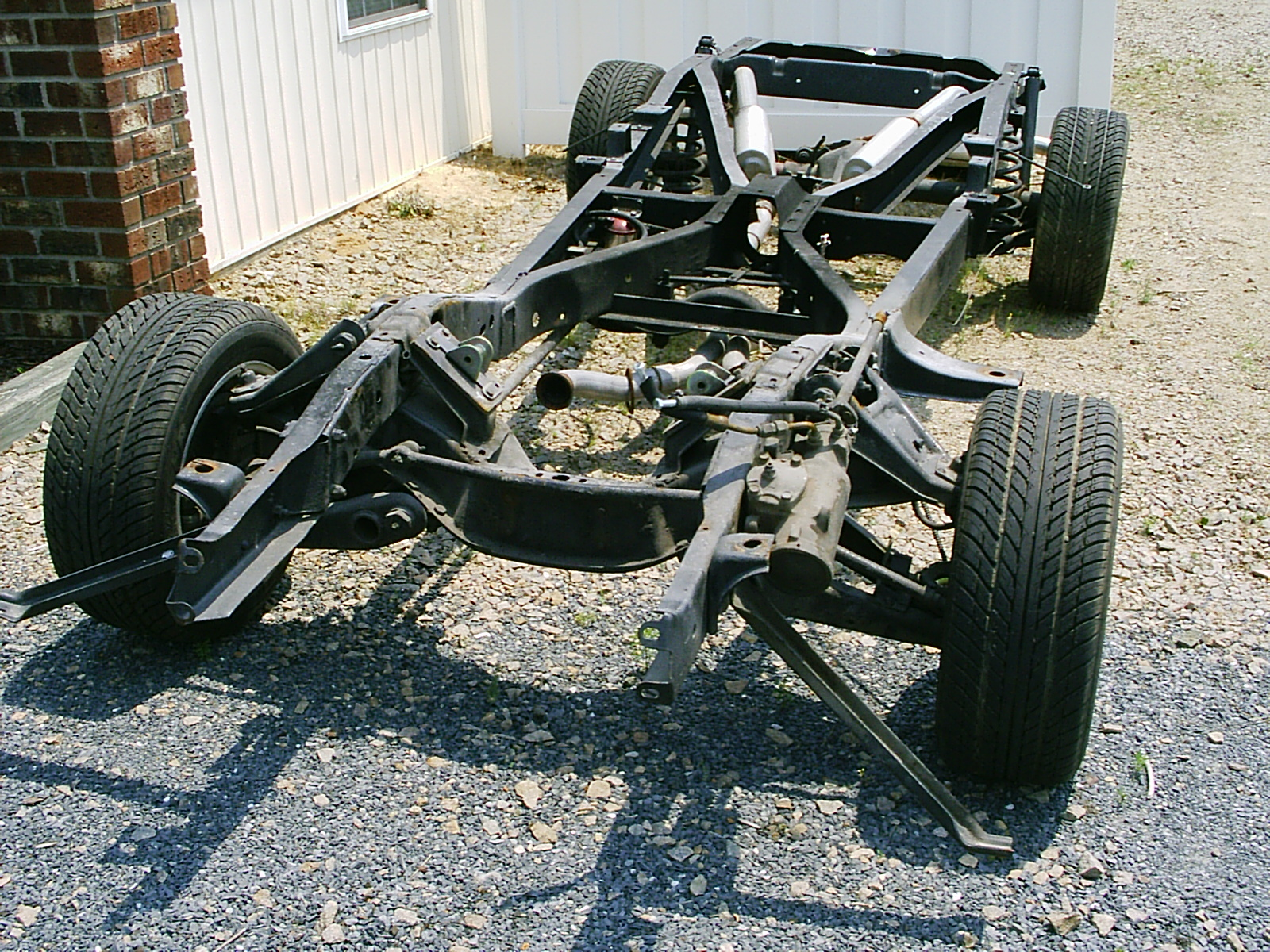
Рамное шасси автомобиля с подвеской, выхлопной системой и рулевым механизмом

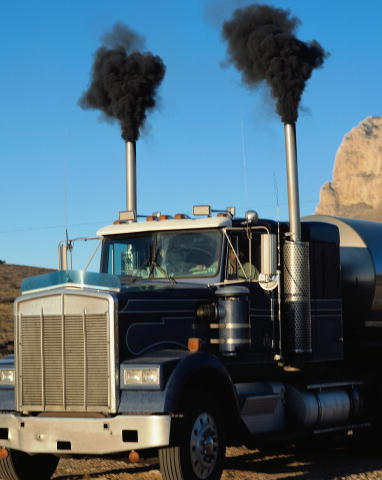
Черный дым из выхлопных труб дизельного грузовика. Чёрный дым является признаком неправильной регулировки двигателя или его неисправности.

Выхлопная система — система выпуска отработанных газов. Включает выпускной коллектор, каталитический конвертер (на автомобилях, выпущенных после 1975 года, сажевой фильтр (у дизельных двигателей, стоит до каталитического конвертера по ходу выхлопных газов) и глушитель.

## Терминология
Выхлопная система автомобиля разрабатывается инженерами таким образом, чтобы свести к минимуму скопление вредных газов внутри двигателя. Выпускной коллектор примыкает непосредственно к двигателю. Отработанные после сгорания в цилиндре выхлопные газы попадают именно сюда. Далее, как правило, находится один из катализаторов, в котором происходит процесс разложения вредных веществ на менее токсичные вещества и воду. Потом расположена система выхлопных труб, которая может отличаться в зависимости от технических особенностей автомобиля, объёма и типа двигателя. Далее находится глушитель, или резонатор. Он минимизирует звук выхлопа вследствие наложения звуковых волн. Перед глушителем может располагаться ещё один катализатор (его наличие/отсутствие напрямую зависит от типа и особенностей выхлопной системы конкретного автомобиля). Наконечник выхлопной трубы — эстетический элемент выхлопной системы. Это видимая часть, которую при необходимости можно сменить.
Выхлопные газы, содержащие такие ядовитые газы, как углеводороды, оксиды углерода и оксиды азота, могут быстро заполнить замкнутое пространство, к тому же они имеют довольно высокую температуру. Поэтому выпускной коллектор изготавливается из термостойких материалов. Хорошо продуманные выпускные коллекторы обладают эффектом очистки отработанных газов, многие страны мира устанавливают определённые стандарты в этой области.

### Каталитический конвертер
Некоторые системы (называемые системами без катализатора) исключают каталитический нейтрализатор. Основная цель каталитического нейтрализатора на автомобиле - сокращение вредных выбросов углеводородов, угарного газа и оксидов азота в атмосферу. Они работают путем преобразования загрязненных компонентов выхлопа в воду и углекислый газ. Существует температура срабатывания, после которой каталитические преобразователи начинают работать эффективно и правильно.
Каталитические нейтрализаторы могут вызывать противодавление, если они не рассчитаны на требуемый расход воздуха или засорены. В таких ситуациях модернизация или удаление каталитического нейтрализатора может повысить мощность на высоких оборотах. Однако каталитический нейтрализатор является ключевым компонентом системы контроля выхлопа автомобиля, поэтому нестандартный продукт может привести к тому, что автомобиль станет непригодным для движения.

### Трубопровод
Трубопровод, соединяющий все отдельные компоненты выхлопной системы, называется выхлопной трубой. Если диаметр трубы слишком мал, мощность на высоких оборотах будет снижена. Слишком большой диаметр может снизить крутящий момент на низких оборотах и привести к тому, что выхлопная труба будет располагаться ниже к земле, что увеличивает риск ее удара и повреждения во время движения автомобиля.